# Imerovigli
Imerovigli (in greco Ημεροβίγλι?) è una località dell'isola di Santorini in Grecia, confinante con la città di Fira. Al censimento del 2011 contava 431 residenti.
Imerovigli è conosciuto per lo più per il suo panorama, definito "il balcone dell'Egeo". Le sue case sono costruite anfiteatricamente attorno a una caldera ed è attraversato da sentieri pavimentati e stretti.

## Monumenti e luoghi d'interesse

### Castello di Skaros
Nella località si trovano i resti di un castello veneziano del 1207 costruito da Jacopo Barozzi, barone dell'isola di Santorini. Attorno al castello è successivamente sorto l'abitato di Skaros, che è rimasto la capitale dell'isola di Santorini fino al XVIII secolo. L'abbandono di Skaros è iniziato nei primi anni del XVII secolo; fu poi gravemente danneggiato dall'eruzione del vulcano sottomarino Kolumbo nel 1650 e successivamente dal terremoto del 1817. Gli abitanti hanno dilapidato quello che restava del castello per rifornirsi di materiali da costruzione per le proprie abitazioni.

### Monastero di San Nicola
Ad Imerovigli sorge il monastero femminile di San Nicola (Agios Nikolaos). La prima struttura fu fondata il 6 dicembre 1651 per opera della famiglia Gkyzī, uno dei pochi nuclei familiari di religione ortodossa che ai tempi vivevano a Skaros. Il 29 dicembre 1815 il patriarca Cirillo VI di Costantinopoli diede il via alla costruzione di un nuovo monastero dove già sorgeva una chiesetta, completato cinque anni dopo. L'edificio ospita un'icona bizantina di San Nicola, nonché un'iconostasi in legno.